# Sierra de Francia

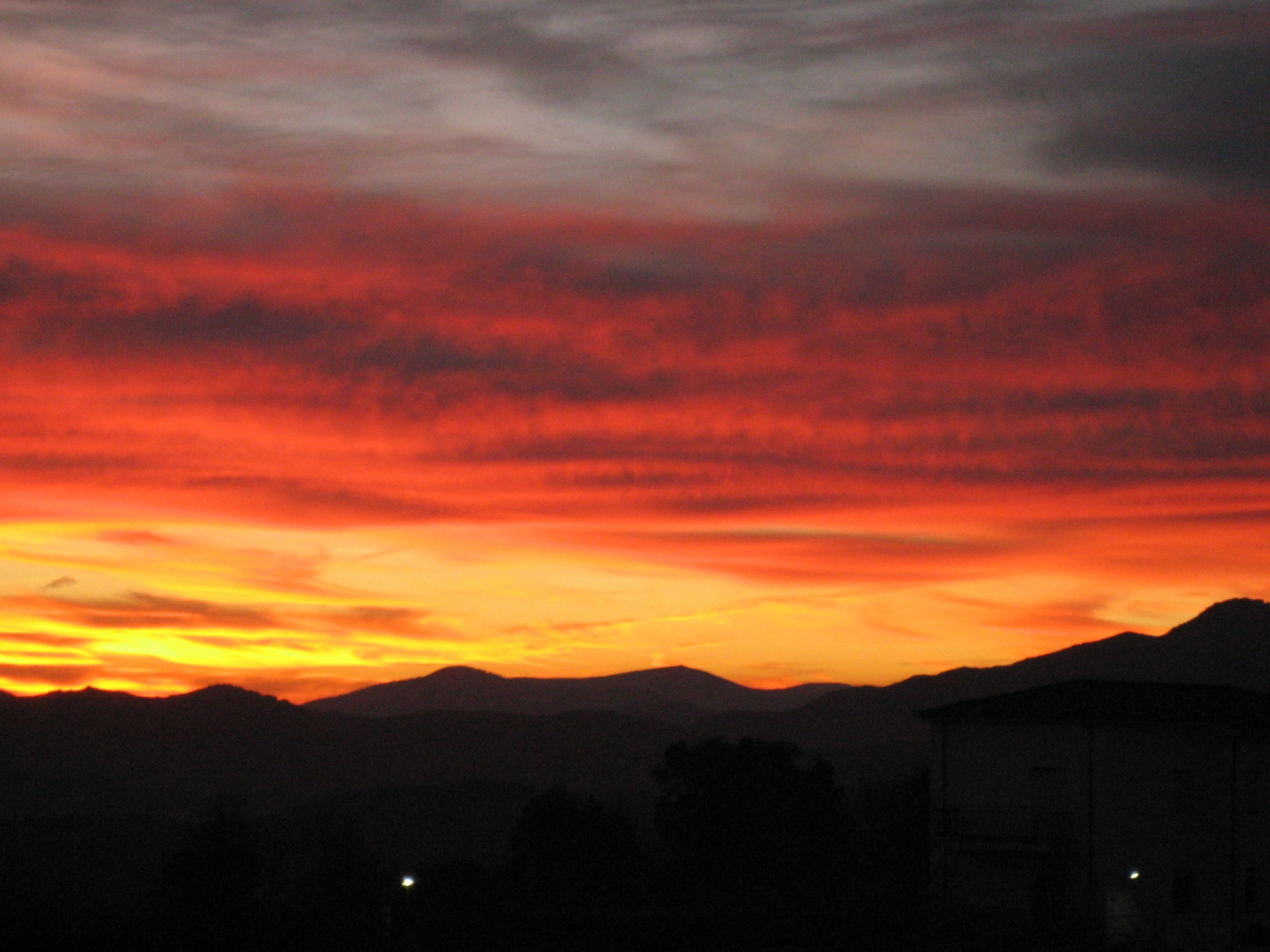
Zmierzch nad Sierra de Francia

Sierra de Francia to łańcuch górski w Hiszpanii. Jest częścią Gór Kastylijskich. Leży około 70 km od miasta Salamanka, stolicy prowincji, w której leży. 
Większość pasma Sierra de Francia jest parkiem narodowym (od 1978 r.), pod nazwą Parque Natural de Las Batuecas-Sierra de Francia.
Sierra de Francia składa się z dość niewysokich szczytów, z których najwyższym jest Pico de La Hastiala (1735 m n.p.m.). Na szczycie Peña de Francia (1723 m n.p.m.) stoi kaplica Dziewicy Maryi oraz antena RTV. Inne ważne szczyty to Mesa del Francés (1638 m n.p.m.) i Pico Robledo (1614 m n.p.m.)
Nazwa pasma pochodzi od rzeki Río Francia, która przepływa przez to pasmo. Jest ona dopływem rzeki Alagón.